# Letteratura Italiana Zanichelli
La Letteratura Italiana Zanichelli (LIZ) è una biblioteca digitale italiana in CD-ROM, pubblicata dell'omonima casa editrice bolognese, che ha al suo interno interi testi di 1000 opere letterarie italiane. Contiene 245 autori compresi tra Francesco d'Assisi e Svevo.

## Storia
Nasce da un'idea di Pasquale Stoppelli ed Eugenio Picchi. La prima edizione risale al 1993. All'inizio è sorto il dubbio che la LIZ si potesse identificare con la letteratura italiana tout court, ma Stoppelli stesso ha confutato questi fraintendimenti sostenendo di aver estrapolato da essa solo le principali opere. Nel corso del tempo il software è andato migliorando fino alla versione LIZ 4.0, risalente al 2001. Nel 2006, tuttavia, sono state avanzate delle critiche al funzionamento del software. La LIZ, comunque, "costituisce un effettivo e sostanziale superamento delle concordanze e degli indici di frequenza di tipo cartaceo"; inoltre "risulta utile specialmente nel rinvenimento di cromonimi e locuzioni altrove non attestati".

## Struttura
All'interno della LIZ, è inserito l'intero corpus delle opere in volgare degli autori più significativi, mentre di quelli minori sono riportate solo le opere principali. La LIZ utilizza DBT (Data Base Testuale), un programma di interrogazione ideato presso l'Istituto di linguistica computazionale di Pisa, che permette di creare concordanze, sviluppare ricerche, andare da una pagina di testo al contesto e all'inverso.